# Courtemont-Varennes
Courtemont-Varennes är en kommun i departementet Aisne i regionen Hauts-de-France i norra Frankrike. Kommunen ligger  i kantonen Condé-en-Brie som ligger i arrondissementet Château-Thierry. År 2022 hade Courtemont-Varennes 353 invånare.

## Befolkningsutveckling
Antalet invånare i kommunen Courtemont-Varennes
Referens: INSEE